# Рассохтовский сельсовет
Рассохтовский сельсовет — упразднённая административно-территориальная единица, существовавшая на территории Рязанской губернии и Московской области до 1936 года.
Рассохтовский сельсовет был образован в первые годы советской власти. В конце 1920-х годов он входил в состав Григорьевской волости Зарайского уезда Рязанской губернии.
В 1929 году Рассохтовский с/с был отнесён к Зарайскому району Коломенского округа Московской области.
10 августа 1934 года к Рассохтовскому с/с был присоединён Долговский с/с, но уже в 1935 году Долговский с/с был вновь выделен из Рассохтовского с/с.
5 апреля 1936 года Рассохтовский с/с был упразднён. При этом его территория была передана в Долговский с/с.